# Wilhelm Haupt (Politiker, 1903)
Wilhelm Haupt (* 4. Juni 1903; † 11. Juni 1952) war ein Bremer Politiker (SPD) und Mitglied der Bremischen Bürgerschaft.  

## Biografie
Haupt war als Polsterer in Bremen tätig.
Er war Mitglied der SPD.
Vom November 1946 bis 1947 war er Mitglied der ersten gewählten Bremischen Bürgerschaft und in Deputationen der Bürgerschaft tätig. 